# Maná (banda)
Maná é uma banda de pop rock mexicana fundada em 1987 em Guadalajara, inicialmente com o nome de Green Hat. Alguns anos depois mudou para Sombrero Verde e posteriormente para Maná. O som do grupo é descrito como uma mistura de pop rock, pop latino, calypso, reggae e ska. É considerada a banda latino-americano mais influente e bem sucedida de todos os tempos com mais de 40 milhões de álbuns vendidos em todo o mundo.
Atualmente é uma das bandas de rock latino de maior sucesso, e ganhando 4 Grammy Awards, oito Grammy Latinos, cinco MTV Video Music Awards Latin America, cinco Premios Juventud, e quinze Billboard Latin Music Awards. Após sucesso inicial na América Latina, o grupo começou a ter exposição na Austrália e Espanha, e em seguida garantiu popularidade nos Estados Unidos, Europa Ocidental, Ásia, e o Oriente Médio.

## História
Em 1978, o cantor Fernando Fher Olvera e o guitarrista Gustavo Orozco junto com os irmãos Calleros (o baixista Juan Diego, o guitarrista Ulises e o baterista Abraham) fundaram um grupo de covers, inicialmente chamado Green Hat Spies, depois Green Hat, para enfim focando nas raízes latinas e o repertório em espanhol, para Sombrero Verde.
No principio dos anos 80, a banda lança dois álbuns, Sombrero Verde e A Tiempo de Rock. Estes discos tiveram pouco sucesso e em 1984 Orozco e o Abraham Calleros saíram da banda. Através de um anúncio de classificados, Alex González se tornou o novo baterista, e logo depois a banda mudou o nome para Maná, evocando a palavra polinésia mana, que é energia positiva. O recém-rebatizado grupo assinou com a Polygram e gravou um disco com o nome Maná (1987) (e fez seu primeiro videoclipe, da música Robot). Depois insatisfeitos com a gravadora foram para a Warner Music e lançaram Falta Amor (1990), disco que os trouxe reconhecimento na América Latina, com o primeiro grande sucesso Rayando El Sol, e outros sucessos como Buscándola e Perdido En Un Barco. 
Em 1992 Ulises Calleros decide deixar a guitarra e virar empresário do Maná, e ao mesmo tempo entraram no grupo o guitarrista César Vampiro López e o tecladista Ivan Gonzáles, que gravaram Donde Jugaran Los Niños. O disco recebeu  premios de vendas em quase todo o continente americano, e tem sucessos como Oye mi amor, Como te deseo, Te Lloré Un Río e Vivir Sin Aire.  
Dois anos depois, em 1994, López e Gonzáles abandonam o grupo por diferenças artísticas. Fher Olvera, Alex González, e Juan Calleros tocam por um tempo como um trio, e lançam o álbum Maná En Vivo, um registro de show com a ajuda de Gustavo Orozco na guitarra, Sheila Ríos nos vocais e Juan Carlos Toribio nos teclados. Nesse mesmo ano de 1994 a canção Vivir Sin Aire recebeu uma versão em Português (Brasil) intitulada Viver de Brisa, interpretada pelo Ator e Cantor Maurício Mattar.
Em 1995, com o novo guitarrista Sergio Vallín, lançam Cuando Los Ángeles Lloran (em homenagem ao brasileiro Chico Mendes), com os sucessos Como un perro enloquecido, Ana, Hundido En Un Rincón, Déjame Entrar (música que abriu maior parte ou todos os shows da turnê Amar Es Combatir) e No ha parado de llover. Também criam a Fundação Selva Negra, que se encarrega de proteger a ecologia das Américas.
Em 1997 é lançado Sueños Liquidos, lançado em 36 países. En el muelle de San Blas, Hechicera e Clavado en un bar foram sucessos nas rádios.  Em pouco tempo Maná ganha certificados de vendas em todos os países em que foi lançado, incluindo Espanha e Estados Unidos, onde o Maná tinha vendido até o momento 500 mil cópias.
Em 1999 gravam um Acústico MTV e em 2000 colaboram com Carlos Santana na canção Corazón Espinado, do seu álbum Supernatural.
Depois de três anos Maná lança ao mercado Revolución de Amor. Este álbum teve como sucessos: Angel de Amor, Eres mi Religión y Mariposa Traicionera. O disco teve a colaboração de Carlos Santana e sua guitarra em Justicia, Tierra y Libertad e também com Ruben Blades em Sabanas Frías. Por último, o destaque para Sergio Vallin Loera, que estreou como vocalista cantando Por que te vas?. No cd, Alex El Animal González é o vocalista das músicas Sin Tu Cariño, Fe e Nada Que Perder.
No final de 2003 lançam 3 compilações: Sol, Luna e Eclipse, que incluem os temas de maior sucesso e outras colaborações da banda, com a música inédita Té llevaré al cielo. Em 2004 saiu a venda o DVD chamado Acceso Total, que inclui uma mistura de imagens de vários shows e bastidores. 
Atualmente a banda de rock latino de maior sucesso. Em 2006 lançaram mundialmente Amar es Combatir, com Labios Compartidos como primeiro single - tendo sucesso imediato nas rádios mexicanas atingindo o primeiro lugar após quatro dias do lançamento. Nos EUA a canção atingiu o primeiro lugar nas rádios pop latinas em pouco mais de uma semana do lançamento e está subindo rapidamente na lista das mais tocadas das rádios latinas, ficando três semanas em primeiro lugar da Billboard Hot Latin Songs. O segundo Single Bendita Tu Luz assim como o primeiro single do último álbum da banda obteve grande exito nas rádios latinas dos EUA alcançando primeiro lugar da parada Hot Latin Songs da revista Billboard.
Em 2008, Maná lançou o álbum ao vivo Arde El Cielo, em um pacote com CD ou um DVD incluso com um show na Colômbia. Em 2011, quebrando um hiato de 5 anos depois do último trabalho de estúdio, foi lançado sDrama y Luz em três versões, CD, CD e DVD com clipes e making of, e LP.

## Membros atuais

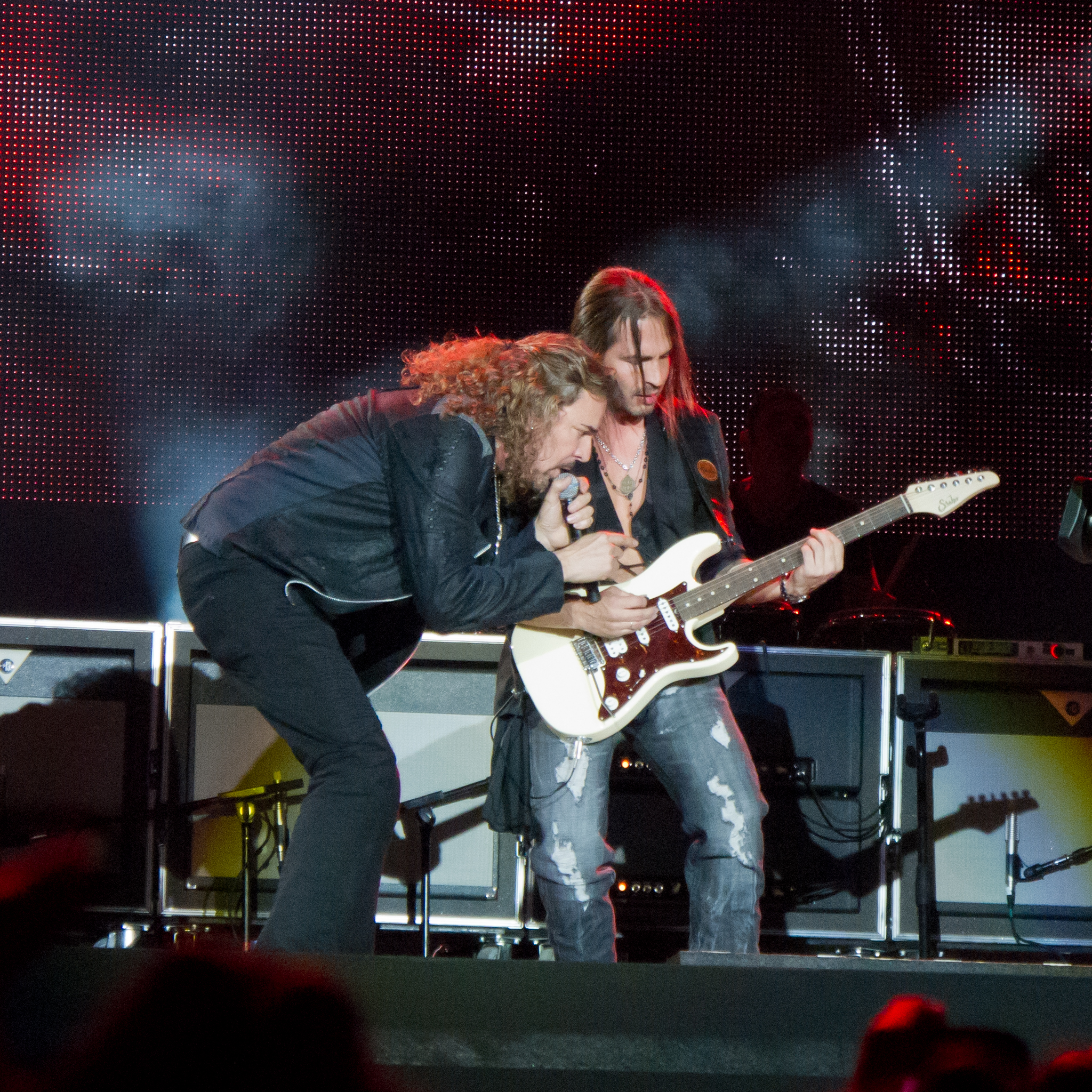
Fher e Sergio (2012).

- Fher Olvera - vocal, guitarra
- Sergio Vallín - guitarra
- Juan Calleros - baixo
- Alex González - bateria

## Discografia

### Álbuns
- 1981 - Sombrero Verde (Maná antigo)
- 1983 - A Tiempo de Rock
- 1987 - Maná
- 1990 - Falta Amor
- 1992 - ¿Dónde jugarán los niños?
- 1994 - En Vivo
- 1995 - Cuando los ángeles lloran
- 1997 - Sueños Líquidos
- 1999 - MTV Unplugged
- 2000 - Todo Maná
- 2001 - Grandes Maná
- 2002 - Revolución de Amor
- 2003 - Concierto Basico el 14 de Febrero de 2003 en el Circulo de Bellas Artes de Madrid
- 2003 - Esenciales Eclipse
- 2003 - Esenciales Luna
- 2003 - Esenciales Sol
- 2003 - Festival De La Canción De Viña Del Mar (LIVE) Bootleg At Viña Del Mar Chile 20 de fevereiro de 2003
- 2004 - Sabanas Frias [Promo CD]
- 2004 - The Greatest Hits
- 2006 - Amar es Combatir
- 2007 - Crónicas
- 2008 - Arde el cielo
- 2011 - Drama y Luz
- 2012 - Exiliados en la Bahía: Lo Mejor de Maná
- 2013 - Você É Minha Religião: O Melhor de Maná
- 2015 - Cama Incendiada

### Álbuns ao vivo
- 1994 - Maná En Vivo
- 1999 - Maná MTV Unplugged
- 2001 - Unidos por la paz
- 2008 - Arde El Cielo

### Compilações
- 2000 - Todo Grandes Éxitos
- 2001 - Grandes
- 2001 - Combinaciones Premiadas (com Los Enanitos Verdes)
- 2002 - Remixes (Solo para México)
- 2003 - Esenciales
- 2007 - Crónicas: Maná
- 2012 - Exiliados en la bahía
- 2013 - Você é Minha Religião (em português)